# Bohumil Hošek
Bohumil Hošek (17. března 1910 Horní Krč – 24. září 1938 Frýdlant) byl dozorce finanční stráže a člen Stráže obrany státu (SOS).

## Život
Hošek se narodil do rodiny důchodkového revidenta, tedy zaměstnance finanční správy. V rodné obci ležící tehdy na jižním předměstí Prahy, chodil do obecné školy. Měšťanskou školu navštěvoval v nedaleké Michli. Následně nastoupil do učení a stal se nástrojařem. V tu dobu se s rodiči přestěhoval do Ledče nad Sázavou.
Když mu bylo jedenadvacet let (1931), dostal povolání k absolvování základní vojenské služby. Strávil ji u 6. eskadrony 8. jezdeckého pluku „Knížete Václava Svatého“, který měl své sídlo v Bohdanči. Po dvou letech z armády v hodnosti svobodníka odešel a pokoušel se najít si zaměstnání. V tu dobu však panovala hospodářská krize a Hoškovi se nedařilo, ani v průběhu následujících let, najít stálé zaměstnání. Až ve druhé polovině třicátých let 20. století se mu naskytla možnost vstoupit mezi členy finanční stráže. Nabídky využil a stal se jejím dozorcem.
V září 1938 působil na tehdejší československo-německé státní hranici ve Frýdlantském výběžku na severu Československa. Dne 23. září sloužil na celnici v Srbské, která se tehdy jmenovala Wünschendorf. V přízemí patrového objektu seděl za psacím stolem vrchní respicient Václav Čep, telefon hlídal Josef Vojta a venku před objektem hlídkoval Hošek. V patře celnice navíc po své náročné službě odpočívali Josef Uher a Bohouš Novotný. Po 22. hodině přišli k Hoškovi z německého území dva mládenci s přáním přejít státní hranici do Československa. Hošek si od příchozích převzal jejich cestovní doklady a odvedl oba muže dovnitř do kanceláře, kde doklady předal Čepovi. Ten se začal věnovat administrativním úkolům souvisejícím s přechodem hranice, když se v rukou jednoho z mladíků objevila pistole a z bezprostřední blízkosti postřelil Čepa do spánku. Druhý z příchozích postřelil Hoška do krku. Oba mládenci okamžitě československou celnici opustili a následně se na protilehlé, německé, straně hranice rozsvítil silný reflektor namířený na československé území a začala palba příslušníků Sudetoněmeckého Freikorpsu z pušek i lehkého kulometu směrem na československou celnici. Dozorce Vojta se zvedl od telefonu a chtěl útočníky z celnice pronásledovat, avšak jakmile vstal, zasáhla ho do břicha a hrudi dávka z kulometu, která ho namístě usmrtila. Uher s Novotným z patra celnice opětovali palbu a snažili se vyřadit z provozu oslňující světlomet. To se sice nepovedlo, avšak německá palba i přesto po několika minutách ustala. Oba českoslovenští obránci se přesunuli do přízemí, kde nalezli těžce zraněného Hoška, který je pokládal za další německé útočníky. Začal je proto v sebeobraně ohrožovat bodákem své pušky. Až poté, co ho Uher s Novotným uklidnili a přesvědčili, že nejsou Němci, nechal se ošetřit.
Na telefonické zavolání přispěchal na československou celnici lékař Heinrich Hoffmann z Dolní Řasnice. Zraněného Hoška odvezl ihned do nemocnice ve Frýdlantu. Přes veškerou snahu lékařů se však zraněného obránce celnice zachránit nepodařilo a ten tak 24. září 1938 v deset hodin dopoledne v nemocnici zemřel. Pohřben je na hřbitově v Humpolci.